# Згуріді Олександр Михайлович

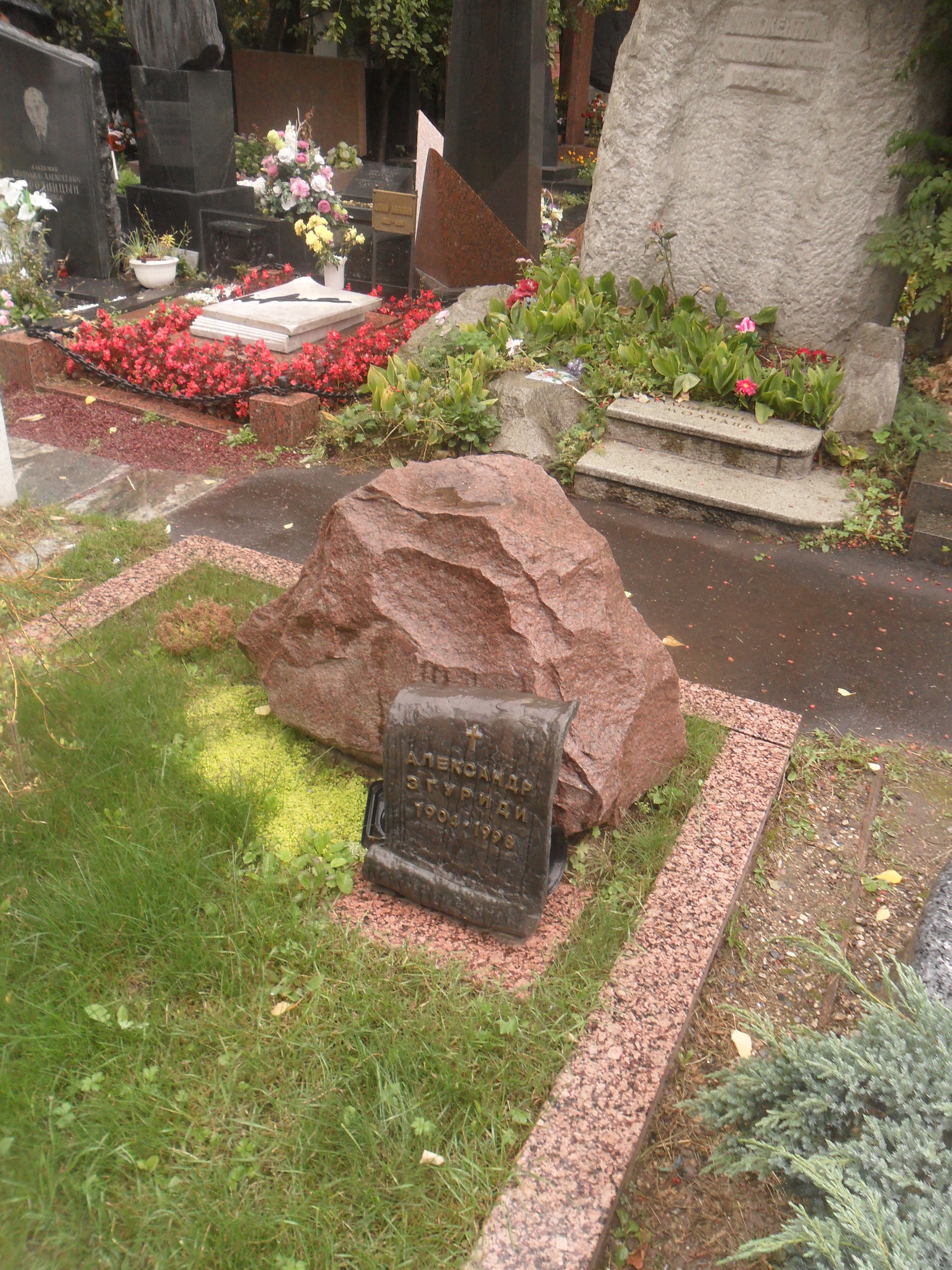
Місце поховання

Олександр Михайлович Згуріді (рос. Алекса́ндр Миха́йлович Згури́ди; 10 (23) лютого 1904, Саратов, Російська імперія — 1998, Москва, Росія) — радянський російський кінорежисер науково-популярного кіно, сценарист, педагог, телеведучий, публіцист, мемуарист. Герой Соціалістичної Праці (1990). Народний артист СРСР (1969). Лауреат Сталінських премій другого ступеня (1941, 1946, 1950).

## Біографія
За національністю грек.
Закінчив юридичні курси при Саратовському університеті ім. М. Г. Чернишевського.
Роботу в кіно почав в 1930 в лабораторії наукових фільмів російського державного крайового інституту мікробіології та епідеміології Південного Сходу Росії в Саратові, де зняв свій перший науково-популярний фільм «Стронгілід».
З 1932 — режисер Московської студії технічних фільмів «Мостехфільм».
Науково-популярні фільми отримали премії міжнародних кінофестивалів: «В пісках Середньої Азії» (1943), «Лісова бувальщина» (1950), «У льодах океану» (1953), «У Тихому океані» (1957), «Стежкою джунглів» (1959, спільно з Пекінської кіностудією), «Дорогою предків» (1962), «Зачаровані острови» (1965), «Лісова симфонія» (1967), «Чорна гора» (1971) та інші.
З 1960 — художній керівник 1-го творчого об'єднання кіностудії «Моснаучфільм».
Викладав у ВДІКу з 1947, з 1966 — професор, керував майстернею режисури науково-популярного фільму. Серед учнів — Олександр Сокуров.
В 1958-1962 — віце-президент, 1971-1980 — президент Міжнародної асоціації наукового кіно. В 1958-1965 — заступник голови Оргкомітету Союзу працівників кінематографії СРСР, з 1965 по 1986 рік — секретар правління Союзу кінематографістів СРСР.
Автор ряду книг, статей з історії та теорії наукового кіно.
Творець, а з 1968 до 1975 — перший ведучий телепередачі «У світі тварин».
Похований у Москві на Новодівичому цвинтарі (ділянка № 10).